# Список святых, канонизированных папой римским Бенедиктом XVI
Список святых, канонизированных римским папой Бенедиктом XVI во время его понтификата с 2005 по 2013 год. За семь лет папа канонизировал 45 святых.